# De gouden stuntman (album)
De gouden stuntman is een  stripverhaal uit de reeks van Jerom.

## Locaties
- Morotari-burcht, huis van tante Sidonia, huis van professor Barabas, regenjassenwinkel, firma Regen en Plas (Steenpolder 777)

## Personages
- Jerom, tante Sidonia, professor Barabas, president Arthur, leden van Morotari, agent, winkelend publiek, regenmaker, bewakers

## Het verhaal
Jerom voorkomt een treinramp als een brug instort en dit wordt door geheimzinnige figuren met gouden maskers gezien. De mannen vertellen leden van Morotari te zijn. Jerom en tante Sidonia worden verdoofd en ontvoerd nadat ze weigeren met de mannen mee te gaan. Een meganisch brein zoekt informatie over Jerom en zo leert Morotari dat hij wordt opgevoed door tante Sidonia, dubbelgespierd is en kort en bondig spreekt. Zijn herkomst is onbekend, hij heeft een goed hart en een nog beter karakter. Jerom en tante Sidonia ontwaken in de Morotari-burcht en moeten gouden kleding aantrekken. Ze horen dat Morotari staat voor Moderne Ronde Tafelridders. Het gaat om een internationale vereniging van miljonairs die hulp en bijstand verlenen. De mannen vragen of Jerom lid wil worden om hulp te bieden. 
De brug blijkt nog niet gerepareerd te zijn en een nieuwe trein is in aantocht. Jerom wil hulp bieden en krijgt een motor met straalaandrijving en hij kan de ramp voorkomen. Terug in de burcht zien tante Sidonia en Jerom dat ook professor Barabas lid is geworden van Morotari. De professor onderzoekt de reden van de vele regen die de laatste tijd valt. Op straat zien tante Sidonia en Jerom veel mensen voor een winkel die regenjassen verkoopt. Ze gaan op onderzoek en Jerom valt door een muur. Hij denkt professor Barabas te zien, maar de winkeleigenaar vertelt dat hij zich dingen inbeeldt. Thuis worden tante Sidonia en Jerom door middel van de koekoeksklok opgeroepen door Morotari. Professor Barabas blijkt verdwenen te zijn. Jerom gaat naar zijn huis en ontmoet een zonderlinge man met een regenscherm op zijn hoofd. 
De regenmaker vertelt dat hij professor Barabas in zijn macht heeft. Jerom wil hem grijpen, maar wordt door een felle slagregen verslagen. Door middel van het fabrieksmerk wordt de fabriek gevonden van de regenjassen die in de winkel werden verkocht. Op deze manier vindt het meganische brein het adres van firma Druppel en Plas. De fabrikant wil regen maken, zodat zijn zaak winst blijft maken. Hij wil zilvernitraat op de wolken strooien met een raket en het op deze manier laten regenen. Jerom kan voorkomen dat de raket opstijgt en hij verslaat de regenmaker. Samen met professor Barabas vliegt hij met de straalmotor terug naar de Morotari-burcht. Daar wordt door alle aanwezigen het glas geheven op de drie nieuwe leden van Morotari; tante Sidonia, professor Barabas en Jerom de gouden stuntman.